# دوشانبکوو
دوشانبکوو (روسی: Душанбеково) یک شهرک در شهرستان کیگینسکی استان باشقیرستان کشور روسیه است.